# Bingöl
Bingöl (in curdo Çewlîg‎) è una città della Turchia, capoluogo della provincia omonima.